# Zara (prénom)
Pour les articles homonymes, voir Zara.
Cet article possède des paronymes, voir Sara et Sarah.
Zara est un prénom féminin, qui peut s'écrire également Zaara.

## Étymologie
(janvier 2023).
Si vous disposez d'ouvrages ou d'articles de référence ou si vous connaissez des sites web de qualité traitant du thème abordé ici, merci de compléter l'article en donnant les références utiles à sa vérifiabilité et en les liant à la section « Notes et références ».
Zara ou "Zaara" une déformation du prénom hébreu Sarah  et signifie alors « princesse ». Certains pensent que Zara vient de l'arabe et est de même signification que "Zohra" prononcé "Zo'ra" ou "Zahra" qui signifie "Fleur" mais les deux ne sont pas de même origine ni même étymologie. Voir les déformation de "Zaara" et "Sarah"

## Popularité du prénom
Au début de 2010, plus de 600 personnes étaient prénommées Zara en France. C'est le 1 831e prénom le plus attribué au siècle dernier dans ce pays, et l'année où il a été attribué le plus est 2010, avec un nombre de 57 naissances.

## Personnes portant ce prénom
Pour voir tous les articles concernant les personnes portant ce prénom, consulter les pages commençant par Zara et Zarah.
- Zara Phillips (née en 1981), personnalité de la noblesse britannique et membre de la famille royale.
- Zara Turner, (née en 1968), actrice britannique.
- Zara Whites (née en 1968), actrice pornographique.
- Zara Yaqob (1399 - 1468), souverain éthiopien.
- Zara Larsson (née en 1997), chanteuse d'origine suédoise.